# جانلوكا أتزوري
جانلوكا أتزوري (بالإيطالية: Gianluca Atzori)‏ (مواليد 6 مارس 1971 في كوليباردو - إيطاليا) لاعب كرة قدم إيطالي معتزل كان يجيد اللعب في مركز قلب الدفاع وحاليا مدرب نادي الدرجة الأولى سامبدوريا الإيطالي منذ 2011 .

## روابط خارجية
- جانلوكا أتزوري على موقع قاعدة بيانات كرة القدم.إي يو (الإنجليزية)
- جانلوكا أتزوري على موقع Soccerway.com (الإنجليزية)
- جانلوكا أتزوري على موقع عالم كرة القدم.نت (الإنجليزية)
- جانلوكا أتزوري على موقع كووورة